# Serghei Belous
Serghei Belous (Tiraspol, 21 november 1971) is een voormalig profvoetballer uit Moldavië, die gedurende zijn carrière speelde als middenvelder. Hij beëindigde zijn actieve loopbaan in 2005.

## Interlandcarrière
Belous speelde in totaal 26 keer voor het Moldavisch voetbalelftal in de periode 1994-1999 en scoorde eenmaal voor de nationale ploeg. Hij maakte zijn debuut in het oefenduel op 16 april 1994 tegen de Verenigde Staten, dat eindigde in een 1-1 gelijkspel. Belous viel in dat duel na 73 minuten in voor Igor Oprea.
| Interlanddoelpunt | Interlanddoelpunt | Interlanddoelpunt  | Interlanddoelpunt | Interlanddoelpunt | Interlanddoelpunt | Interlanddoelpunt |
| #                 | Datum             | Locatie            | Tegenstander      | Goal(s)           | Uitslag           | Wedstrijd         |
| ----------------- | ----------------- | ------------------ | ----------------- | ----------------- | ----------------- | ----------------- |
| 1                 | 12/10/1994        | Chisinau, Moldavië | Wales             | 8'                | 3–2               | EK-kwalificatie   |

## Erelijst
Tekstilschik Tiraspol
- Moldavisch landskampioen

1989
 Tiligul-Tiras Tiraspol
- Moldavisch bekerwinnaar

1993, 1994, 1995
 Sheriff Tiraspol
- Moldavisch landskampioen

2004